# De Hoefslag (restaurant)
HFSLG Bar & Bistro (voorheen De Hoefslag) is een restaurant midden in de bossen van Bosch en Duin in Nederland. Sinds 2018 is het vooral een bar bistro met Franse lunch- en dinergerechten. Daarvoor was het een 'fine dining' restaurant dat een Michelinster had in de periodes 1979-1980, 1987-2005 en 2009-2018. In de periode 1981-1986 had het restaurant twee sterren.
GaultMillau kende het restaurant in 2013 14.0 van de maximaal 20 punten toe. In 2018 waren dat er 12.0..
HFSLG is lid van Les Patrons Cuisiniers.
Chef-kok is sinds november 2022 Aron Grift. Eerdere chefs waren onder meer Gerard Fagel (circa 1975-1989),
Wulf Engel (1981-1985, co-chef-kok), André van Doorn (1985-2001, co-chef-kok, chef-kok, directeur-chef-kok),
Niels van Halen (2002-2006),
Marc van Gulick (2006-2007),
Andrès Delpeut (2007), Raoul Meuwese (tot 2018) en Bjorn Stukje (2018-2022).

## Geschiedenis
Voor het ontstaan van het restaurant had het gebouw een lange historie als uitspanning. Oorspronkelijk droeg het de naam 'Huize Bosch en Duin' en was een halteplaats voor koetsen. In 1920 was het een villa en werd hernoemd tot 'Huize De Hoefslag'.
De Hoefslag werd een tijdlang geëxploiteerd door de gebroeders Fagel. Martin bestierde de commerciële zijde terwijl Gerard de keuken voor zijn rekening nam. Gerard Fagel werd op 9 juni 1989 vermoord bij een inbraak in zijn appartement boven het restaurant. Na de moord verkocht Martin Fagel het restaurant en vertrok naar Frankrijk.
In 2007 werd het restaurant gerenoveerd. Daarbij werd ook de keuken grondig vernieuwd. Onderdeel van de € 600.000 kostende vernieuwing was de installatie van een 1500 kilo wegend Molteni-fornuis.
Nadat De Hoefslag onder leiding van Karl van Baggem in 2009 weer een sterrenrestaurant was geworden, werd het in 2015 onderdeel van de Brothers Horeca Groep (BHG). In 2016 werd een deel van het restaurant ingericht als bistro met een goedkopere kaart. In 2018 volgde een koerswijziging waarbij bistro en het gastronomendeel van plaats wisselden: meer ruimte voor de vele bistrogasten en een 'intiemere ambiance' voor de gastronomen. De naam werd ingekort tot HFSLG. In hetzelfde jaar raakte het restaurant de Michelinster kwijt.

## Verloop Michelinsterren
- 1979-1980: een ster[14]
- 1981-1986: twee sterren[15][16]
- 1987-2005: een ster[16][17][18][19]
- 2006-2008: geen ster[20]
- 2009-2018: een ster[20][21][22]
- 2019-heden: geen ster